# ألكسندر روديتش
ألكسندر روديتش (بالسيريلية الصربية: Александар Родић؛ من مواليد 26 ديسمبر 1979) هو لاعب كرة قدم سلوفيني متقاعد لعب كمهاجم.

## المسيرة الكروية
في بداية مسيرته الكروية، لعب روديتش في جمهورية يوغوسلافيا الاتحادية. شارك في ثلاث مباريات مع نادي بروليتر زرينجانين خلال موسم 1999–2000 في الدوري الأول لجمهورية يوغوسلافيا الاتحادية.
في يوم الموعد النهائي للانتقالات في يناير 2005، وقع روديتش مع نادي بورتسموث الإنجليزي، وشارك لأول مرة كبديل في الدقيقة 81 لباتريك بيرغر في فوز 2–1 على ميدلسبره. ومع ذلك، فشل في الحصول على مكان منتظم في الفريق وفي الموسم التالي (2005–06) تم إعارته إلى نادي قيصري سبور التركي. تم إطلاق سراح روديتش في صيف عام 2006 وتم التعاقد معه من قبل نادي ليتكس لوفيتش البلغاري ليكون شريكًا لميليفوي نوفاكوفيتش، وهو لاعب دولي سلوفيني آخر ومهاجم ليتكس. شارك في 16 مباراة بالدوري وسجل هدفًا واحدًا. بعد مغادرة الفريق، اتهم روديتش مالك النادي جريشا جانتشيف ‏ والمدير ليوبكو بيتروفيتش والموظفين الإداريين في الفريق بعدم الاحتراف. في عام 2007، انتقل إلى إنتربلوك مقابل 200 ألف يورو. في 13 مارس 2009، تم إعارة روديتش إلى نادي شنغهاي شينهوا في الدوري الصيني الممتاز.[بحاجة لمصدر] في فبراير 2010، تم إعارته إلى نادي آخر في الدوري الصيني الممتاز، وهو تشينغداو جونون.

## المسيرة الدولية
بينما كان روديتش يلعب لصالح نادي جوريكا السلوفيني، خضع لتجنس استثنائي بناءً على توصية من اتحاد كرة القدم السلوفيني. شارك لأول مرة مع منتخب سلوفينيا الوطني ضد جمهورية التشيك في 9 فبراير 2005 واستمر في الظهور في إجمالي تسع مباريات مع الفريق، جميعها في عام 2005.

## الحياة الشخصية
ولد روديتش في بوسانسكا دوبيكا، جمهورية يوغوسلافيا الاتحادية الاشتراكية لعائلة من صرب البوسنة. في عام 2006، تزوج من لاعبة الوثب الثلاثي السلوفينية سنيزانا فوكميروفيتش ‏.

## الإحصائيات

### المنتخب
| المنتخب الوطني | العام   | الظهور | الأهداف |
| -------------- | ------- | ------ | ------- |
| سلوفينيا       | 2005    | 9      | 1       |
| المجموع        | المجموع | 9      | 1       |

قائمة النتائج والأهداف تبدأ بأهداف سلوفينيا أولاً، ويشير عمود النتيجة إلى النتيجة بعد كل هدف سجله روديتش.
| # | التاريخ      | المكان                                    | الخصم   | الهدف | النتيجة | المسابقة               |
| - | ------------ | ----------------------------------------- | ------- | ----- | ------- | ---------------------- |
| 1 | 30 مارس 2005 | أرينا بترول [الإنجليزية]، تسليه، سلوفينيا | بيلاروس | 1–0   | 1–1     | تصفيات كأس العالم 2006 |

## وصلات خارجية
لا توجد روابط لمواقع التواصل الاجتماعي.

- Aleksandar Rodić على موقع الاتحاد الدولي (مؤرشف)  (الإنجليزية)
- Aleksandar Rodić على موقع اتحاد تركيا (لاعب) (الإنجليزية)
- Aleksandar Rodić على موقع قاعدة بيانات كرة القدم.إي يو (الإنجليزية)
- Aleksandar Rodić على موقع ناشيونال فوتبول تيمز (الإنجليزية)
- Aleksandar Rodić على موقع Soccerbase.com (لاعب) (الإنجليزية)
- Aleksandar Rodić على موقع Soccerway.com (الإنجليزية)
- Aleksandar Rodić على موقع عالم كرة القدم.نت (الإنجليزية)
- Aleksandar Rodić at اتحاد سلوفينيا لكرة القدم (بالسلوفينية)